# متحف ولاية كوسراي
متحف ولاية كوسراي هو متحف في توفول في ولاية كوسراي في ولايات ميكرونيسيا المتحدة.

## الخلفية
بدأ التخطيط لمتحف ولاية كوسراي في عام 1981. أسسه تيدي جون.

## المحتويات
يقع متحف ولاية كوسراي في توفول. تتكون محتويات المتحف من مجموعات أثرية من العديد من المواقع التاريخية الهامة في كوسراي. تتضمن المجموعة أيضًا أشياء تتعلق بتاريخ وثقافة كوسراي على نطاق أوسع، بما في ذلك القطع الأثرية. يحتوي المتحف على نماذج للمنازل التقليدية. في عام 2001 انتقل المتحف إلى موقع جديد في توفول. تم تمويل إعادة تطويره من قبل حكومة الولايات المتحدة وحكومة ولايات ميكرونيسيا المتحدة وولاية كوسراي. تشمل معروضات المتحف معروضات عن: كوسراي في عصور ما قبل التاريخ، والاتصال المبكر، وصيد الحيتان في القرن التاسع عشر والنشاط التبشيري، والحرب العالمية الثانية وكوسراي المعاصرة.

## الأبحاث
في أوائل العقد الأول من القرن الحالي، أصبح المتحف شريكًا في مشروع بحث عن الأنثروبولوجيا المرئية تديره جامعة فلوريدا، والذي درب موظفي المتحف على صناعة الأفلام ومكّنهم من مواصلة العمل في توثيق الثقافة غير الملموسة في الولاية. في عام 2013، أجرى المتحف دراسات استقصائية لمعرفة ما إذا كان يمكن أن يصبح المعرض الأثري في الهواء الطلق جزءًا من المتحف.

## روابط خارجية
- التحضير للاحتفال المحلي ، كوسراي
- كوسراي - محطة إذاعة يابانية من الحرب العالمية الثانية (حديث برلين سيغراه)